# Paolo Straneo
Paolo Pietro Straneo (Gênova, 19 de junho de 1874 – Gênova, 24 de novembro de 1968) foi um físico matemático italiano.
Straneo foi palestrante convidado do Congresso Internacional de Matemáticos em Bolonha (1928) e Zurique (1932). Foi eleito membro da Academia Nacional dos Linces.

## Publicações selecionadas
- Intorno alla teoria dei quanti, Roma, 1931.
- Compendio delle lezioni di fisica teorica, Libreria Internazionale Di Stefano, Genova, 1944; 472 pages.
- Cinquant'anni di relatività. 1905-1955 (com Antonio Aliotta, Giuseppe Armellini, Piero Caldirola, Bruno Finzi, Giovanni Polvani, Francesco Severi), foreword by Albert Einstein. Edizioni Giuntine e Sansoni Editore, Firenze, 1955.
- Le teorie della fisica nel loro sviluppo storico, ed. Morcelliana, Brescia, 1959; 449 pages.